# Hirtshals (plaats)
Hirtshals is een plaats in Denemarken, in het noorden van de regio Noord-Jutland. Tot 2007 was het een zelfstandige gemeente; per 1 januari 2007 is de gemeente Hirtshals samengevoegd met de gemeenten Hjørring, Løkken-Vrå, en Sindal tot de nieuwe gemeente Hjørring.

## Ligging
Hirtshals ligt aan de Noordzee en is de tweede visserijhaven van Denemarken. Tweehonderd schepen hebben hier hun thuishaven.

## Bezienswaardigheden
In de stad bevindt zich het Noordzeemuseum met het grootste zee-aquarium van Europa. Bij een brand op 16 december 2003 werd het aquarium geheel verwoest en kwam een zeldzame maanvis om het leven. Op 22 juli 2005 werd het aquarium heropend.

## Verkeer en vervoer
Er zijn bootverbindingen van Color Line naar Larvik en Kristiansand in Noorwegen. Concurrent Fjord Line vaart sinds 2010 vanaf Hirtshals naar Langesund, Stavanger en Bergen in Noorwegen. Daarnaast vaart Smyril Line vanaf Hirtshals naar de Faeröer en IJsland (Seyðisfjörður).